# Steal This Album!
Steal This Album! 是美國搖滾樂隊墮落體制的第三張專輯，是在2002年發表的。此專輯是由瑞克·魯賓及Daron Malakian製作。曾經在Billboard的Top 200 排行榜上得到第15位。

## Toxicity II
早於2002年，此專輯曾以Toxicity II的名字在網絡上出現，當中所有歌曲都是以中等質量的mp3形式收錄，是參考了樂隊的上一張獲得獲得白金認證的Toxicity而成。樂隊其後發表聲明，指樂迷所聽的是一張未完成的專輯，他們會盡力完成此專輯。Toxicity II與Steal This Album!兩有很大差異，除了專輯的音質得到提升外，還有本來是在Toxicity II出現的每一首歌都是經過歌詞上及旋律上修改才收錄於Steal This Album!，同時，Toxicity II的"Virginity" （也被稱為 "Cherry" 或 "Virgin Tea"） and "Outer Space" （也被稱為 "Fortress"）沒有出現於新專輯，以及加入了4首未曾出現的歌曲︰"Fuck the System," "Ego Brain," "Roulette," 和 "Innervision"。

## 專輯資訊
雖然經常有不少媒體指出此專輯是B-side和outtakes的彙集，但樂隊都堅持地指出此專輯是與Toxicity有同等品質。主音Serj Tankian說此專輯是忽略了Toxicity因為不符合Toxicity的整體連續性。2009年5月，鼓手John Dolmayan認為此專輯是他是喜愛的樂隊專輯。2012年，Tankian在Reddit透露此專輯是他是喜愛的樂隊專輯。
Alternate版本的"Streamline"被盜墓迷城外傳：蠍子王傳奇用作配樂之用，此版本是收錄於2002年的Aerials的B-side中。
此專輯標題是參考美籍作家艾比·霍夫曼的著作Steal This Book，此書被視為非主流文化的經典範例。相類似的名字Steal This Movie!是以電影去講霍夫曼的一生。
此專輯的包裝是不尋常的。一個正常的光盤盒內只有光盤和一本小冊子。在CD及包裝的背面的文字就好像是用麥克筆寫上的。這算是一個對Toxicity II的一個回應。
在樂隊的演唱會中，除了歌曲"Mr. Jack" 和 "I-E-A-I-A-I-O"外，其他歌曲較難亮相。
2011年，在樂隊的巡迴演出末段，只有歌曲"I-E-A-I-A-I-O"， "Mr. Jack"， "Innervision"， 和 "Roulette"有出現，而在2013年的巡迴演出，歌曲"A.D.D."也加入了。
精通多種樂器的演奏家Arto Tunçboyacıyan參與歌曲"Bubbles"的製作過程，是為他與墮落體制的第三次合作。
樂隊鼓手 John Dolmayan 指歌曲"I-E-A-I-A-I-O"是受到在他12歲時，在洛杉磯的一家酒館內遇到霹靂遊俠的演員大衛·哈塞爾霍夫的啟發。